# Б'янка Балті
Б'янка Балті (італ. Bianca Balti; нар. 19 березня 1984, Лоді, Ломбардія, Італія) — італійська топ-модель та акторка.

## Кар'єра
Вперше Б'янка Балті з'явилася на обкладинці L'Officiel. Перший рекламний контракт підписала з Dolce & Gabbana у 2005 році.
Б'янка Балті з'являлася на обкладинках багатьох глянців, серед яких Vogue, Harper's Bazaar, W, Cosmopolitan, Elle, Marie Claire, Jalouse.
Серед рекламних кампаній моделі — робота для Roberto Cavalli, Donna Karan, Christian Dior, Dolce & Gabbana, Valentino, Armani, Missoni, Rolex, Guess?, Paco Rabanne, Anna Molinari, Guerlain, Revlon, La Perla, Cesare Paciotti, Mango, Ermanno Scervino і Thierry Mugler.
Починаючи з сезону весна-літо 2005 року Б'янка Балті бере участь у показах багатьох дизайнерів і будинків моди, таких як Karl Lagerfeld, Gianfranco Ferré, Marc Jacobs, Alexander McQueen, Givenchy, Zac Posen, Hermès, John Galliano, Gucci, Fendi, Prada, Valentino, Missoni, Chanel, Christian Dior, Versace, Oscar de la Renta, Narciso Rodriguez, Ralph Lauren, Carolina Herrera і Dolce & Gabbana.
Також у 2005 році брала участь у шоу Victoria's Secret і знімалася для каталогу продукції марки.
У травні 2007 року з'явилася на Каннському фестивалі разом з Азією Ардженто і Стефанією Рокка, щоб рекламувати фільм Абеля Феррари «Казки стриптиз-клубу», в якому Балті виконала одну з ролей.
Після народження дочки Б'янка Балті повернулася до роботи на подіумі і в рекламних кампаніях, ставши новим обличчям Cesare Paciotti і марки St. John.
Знімалася для кількох календарів, серед них Pirelli (2011), Wurth (2009).
З 2012 року Б'янка Балті — обличчя Dolce & Gabbana спільно з Монікою Беллуччі.
Влітку 2012 року в Римі на Ринку Траяна відкрилася фотовиставка, присвячена моделі.

## Особисте життя
Батько — Бруно Балті (Bruno Balti), підприємець, мати — Марія Біч Марцані (Mariabice Marzani), викладачка права. У неї є старший брат Алессандро, який працює нотаріусом, і молодший — Карло Альберто, який вчиться у політехнічному інституті.
Б'янка вчилася в школі Веррі П'єтро в Лоді.
У 2006—2010 роках Б'янка Балті була одружена з асистентом фотографа Крістіаном Лучіді. У 2007 році народила дочку Матильду Лучіді.
З 1 серпня 2017 року одружена з Меттью Макреєм. У подружжя є дочка — Міа Макрей (нар. 14 квітня 2015 року).